# 埃奇伍德 (印第安納州)
埃奇伍德（英語：Edgewood）是一個位於美國印地安納州麥迪遜縣的城鎮。

## 人口
根據2010年美國人口普查的數據，埃奇伍德的面積為2.08平方千米，當中陸地面積為2.08平方千米，而水域面積為0.00平方千米。當地共有人口1913人，而人口密度為每平方千米920人。